# Temporada de furacões no Atlântico de 1907
A temporada de furacões no Atlântico de 1907 foi uma temporada de furacões muito inativa. Apenas cinco tempestades tropicais se formaram, e nenhuma delas atingiu a força do furacão. Esta temporada é uma das duas únicas que não produziram furacões (a outra foi 1914). Das tempestades da temporada, três atingiram a costa, todas elas na Costa do Golfo dos Estados Unidos. A primeira tempestade da temporada se formou em 24 de junho, enquanto a final se dissipou em 12 de novembro. Os danos das tempestades foram mínimos e nenhuma morte foi relatada. Devido à falta de tecnologia moderna, incluindo imagens de satélite, as informações costumam ser escassas e quatro sistemas adicionais podem ter se formado durante a temporada. Existe uma documentação para quatro possíveis tempestades durante a temporada, embora não tenha sido provado que esses sistemas eram totalmente tropicais.

## Resumo da temporada
Antes do advento da moderna tecnologia de rastreamento de ciclones tropicais, principalmente imagens de satélite, muitos furacões que não afetavam a terra diretamente passavam despercebidos, e as tempestades que afetavam a terra não eram reconhecidas até seu ataque violento. Como resultado, as informações sobre temporadas de furacões mais antigas geralmente eram incompletas. Esforços modernos foram feitos e ainda estão em andamento para reconstruir as trilhas de furacões conhecidos e identificar tempestades inicialmente não detectadas. Em muitos casos, a única evidência de que um furacão existiu foram relatos de navios em seu caminho e, a julgar pela direção dos ventos experimentados pelos navios e sua localização em relação à tempestade, é possível identificar aproximadamente o centro de circulação da tempestade. para um determinado ponto no tempo. Esta é a maneira pela qual todas as cinco tempestades conhecidas na temporada de 1907 foram identificadas pela reanálise do especialista em furacões José Fernández-Partagás das temporadas de furacões entre 1851 e 1910. Partagás também estendeu as trilhas conhecidas de outros três furacões previamente identificados por estudiosos. As informações que Partagás e seu colega descobriram foram amplamente adotadas pela reanálise de furacões no Atlântico da Administração Nacional Oceânica e Atmosférica em suas atualizações no banco de dados de furacões no Atlântico (HURDAT), com alguns pequenos ajustes. HURDAT é a fonte oficial de dados de furacões como trajetória e intensidade, embora devido a uma escassez de registros disponíveis na época em que as tempestades existiam, as listas de algumas tempestades estão incompletas.
A temporada foi uma das duas únicas temporadas no Atlântico sem uma tempestade de intensidade de furacão (ventos de 121 km/h (75 mph) ou superior), sendo o outro o 1914 temporada. Além disso, os ventos máximos registrados na primeira tempestade tropical também foram os mais altos da temporada; também quebrou o recorde da tempestade "mais intensa" mais fraca já registrada em uma temporada de furacões no Atlântico. A reanálise também indicou que quatro sistemas adicionais poderiam ter se desenvolvido durante a temporada. Nenhuma morte ocorreu durante a temporada e os danos foram mínimos.
A atividade da temporada foi refletida com uma classificação acumulada de energia ciclônica (ECA) de 13,06, o terceiro total mais baixo desde o início dos registros do HURDAT em 1851. ECA é uma métrica usada para expressar a energia usada por um ciclone tropical durante sua vida. Portanto, uma tempestade com maior duração terá altos valores de ECA. É calculado apenas em incrementos de seis horas em que sistemas tropicais e subtropicais específicos estão em ou acima de velocidades de vento sustentadas de 63 km/h (39 mph), que é o limite para a intensidade das tempestades tropicais. Assim, as depressões tropicais não estão incluídas aqui.

## Sistemas

### Tempestade tropical Um
A primeira tempestade tropical identificada da temporada está listada no banco de dados de furacões do Atlântico como tendo se formado em 24 de junho, posicionado no oeste do Caribe; a estimativa para este local foi baseada em relatórios de navios, embora as informações fossem insuficientes para garantir uma posição precisa. Inicialmente serpenteou para oeste-noroeste, embora tenha começado a virar para noroeste durante a segunda metade do dia seguinte. final de 26 de junho, passou entre a Península de Yucatán e Cuba e, posteriormente, entrou no Golfo do México logo em seguida. A tempestade tropical continuou a se intensificar lentamente e começou a fazer uma curva acentuada para o nordeste em 28 de junho.
A tempestade viajou para leste-nordeste paralelamente à costa do Golfo dos Estados Unidos e, eventualmente, atingiu a costa da Flórida no início de 29 de junho. Ele enfraqueceu ligeiramente ao atravessar o interior e entrou no Oceano Atlântico na costa da Geórgia durante a manhã. Neste ponto, a tempestade atingiu seu pico de intensidade de 105 km/h (65 mph), embora tenha transitado para um ciclone extratropical nas seis horas que se seguiram. No final do dia, a tempestade extratropical atingiu Nova Jersey e entrou no Maine em 30 de junho. A reanálise de 2003 fez apenas pequenos ajustes na intensidade da tempestade e na trilha criada por Partagás e Diaz, que incluiu mover o ponto de pouso para oeste e aumentar a velocidade do vento em 29 de junho com base em leituras recebidas em Jacksonville, Flórida.

### Tempestade tropical Dois
Com base nas informações dos mapas meteorológicos históricos, parecia que o fluxo atmosférico inferior se movendo para o leste estava presente entre 16 de setembro e 17, embora uma circulação fechada não parecesse estar presente. Em 18 de setembro, o sistema se desenvolveu em uma depressão tropical entre as Bahamas e a Flórida enquanto se movia para oeste-noroeste. Depois de cruzar rapidamente a parte sul do estado, tornou-se uma tempestade tropical em 19 de setembro sobre o sudeste do Golfo do México, e atingiu seu pico de intensidade de 72 km/h (45 mph) no início de 20 de setembro. Começou a virar para o norte em 21 de setembro, e atingiu a costa do Mississippi em 22 de setembro. A tempestade enfraqueceu à medida que se movia para o interior e fez uma curva para leste-nordeste mais tarde naquele dia, apenas para fazer a transição para um ciclone extratropical logo em seguida. A tempestade perdeu características extratropicais sobre a Virgínia em 23 de setembro. Como não houve relatos de ventos fortes próximos ao ponto de desembarque, Partagás teve dúvidas se essa tempestade era ou não uma tempestade tropical, pois os ventos mais intensos foram registrados quando o sistema foi classificado como extratropical.

### Tempestade tropical Três
O sistema que eventualmente se transformaria em uma tempestade tropical foi notado pela primeira vez por um navio ao norte-noroeste de Veracruz em 23 de setembro. Foi reconhecida como uma tempestade tropical em 27 de setembro enquanto estava localizado acima da Baía do Campeche, e se moveu para nordeste, e acelerou lentamente à medida que se intensificava. até 28 de setembro, estava se movendo para leste-nordeste em 39 km/h (24 mph), e simultaneamente atingiu seu pico de intensidade de 80 km/h (50 mph). Nesse ponto, ele permaneceu na costa do Panhandle da Flórida e mudou-se para o interior logo em seguida, em 29 de setembro. Atravessou o norte da Flórida e o sudeste da Geórgia, mantendo sua intensidade e fazendo a transição para um ciclone extratropical na costa da Carolina do Norte em 29 de setembro. Os restos da tempestade se fundiram com uma frente fria no dia seguinte, enquanto estavam situados ao sul de Nova York.
Alertas de tempestade foram emitidos em 28 de setembro para as costas de Louisiana e Mississippi, mas os estados não receberam ventos fortes. A rajada máxima da tempestade foi de 74 km/h (46 mph), que foi registrado em Pensacola, Flórida.

### Tempestade tropical Quatro
A quarta tempestade tropical da temporada foi detectada pela primeira vez por um navio em 17 de outubro a sudoeste das Bermudas; na base de dados HURDAT, esta data foi considerada a data de formação, embora toda a vida útil da tempestade seja desconhecida devido à falta de dados no próprio sistema. Inicialmente, moveu-se para leste-nordeste, embora mais tarde tenha começado a virar para nordeste em 18 de outubro. A tempestade curvou-se ligeiramente para leste-nordeste em 19 de outubro, e tornou-se extratropical mais tarde naquele dia antes de sua dissipação em 20 de outubro. A tempestade manteve seus ventos máximos de 80 km/h (50 mph) durante a maior parte de sua vida útil.

### Tempestade tropical Cinco
A última tempestade tropical da temporada não foi identificada até a reanálise da Partagás. Formou-se em 6 de novembro enquanto se movia para o sul-sudoeste, embora tenha feito uma curva acentuada para o oeste-sudoeste em 7 de novembro. No dia seguinte, fez outra curva fechada, desta vez na direção norte-noroeste, enquanto apresentava ventos de 72 km/h (45 mph), que foram os ventos máximos estimados para a tempestade. Continuou nesse caminho até 11 de novembro, quando voltou a virar, desta vez para norte-nordeste. Ele evoluiu para um ciclone extratropical no dia seguinte. A tempestade foi considerada uma tempestade tropical com base em relatos de águas excepcionalmente quentes perto de 70 °F (21 °C) que foram acompanhados por ventos fortes.